# کوکوی هیمالیایی
کوکوی هیمالیایی (نام علمی: Cuculus saturatus)، یک پرنده زادآور انگلی است که بخشی از خانواده Cuculidae است. این گونه از هیمالیا به سوی شرق تا جنوب چین و تایوان تولیدمثل می‌کند. برای زمستان‌گذرانی به جنوب شرق آسیا و جزایر سوندای بزرگ مهاجرت می‌کند.
در گذشته به عنوان «فاخته خاوری» شناخته می‌شد و دارای چندین زیرگونه بود که در بیشتر آسیا یافت می‌شد. در سال ۲۰۰۵ مشخص شد که این «گونه» از سه دودمان جداگانه تشکیل شده‌است:
- کوکوی هیمالیایی، Cuculus (saturatus) saturatus
- کوکوی خاوری، Cuculus (saturatus) optatus
- کوکوی سوندا، Cuculus (saturatus) lepidus

اینها امروزه معمولاً به عنوان گونه‌های متمایز دیده می‌شوند. از آنجایی که نمونه نماد کوکوی «خاوری» در گذشته پرنده‌ای از جمعیت هیمالیا است، نام saturatus برای کوکوی هیمالیایی در صورتی که یک گونه در نظر گرفته شود صدق می‌کند.